# Луцій Кокцей Авкт
Луцій Кокцей Авкт (лат. Lucius Cocceius Auctus, д/н — після 20 до н. е.) — давньоримський архітектор й інженер часів падіння Римської республіки і початку Римської імперії. Повне ім'я Луцій Кокцей Гай Постумій Авкт.

## Життєпис
Був давнім греком, проте місце народження невідоме. Мав ім'я Авкт. Спочатку попав у рабство до Луція Кокцея Нерви, дипломата і політика. Виявив хист до інженерної справи. Навчався в архітектора Гая Постумія Полліона. Невідомо коли саме став вільновідпущеником, отримавши ім'я і прізвище пана — Луцій Кокцей. Потім всиновлено Полліоном, з яким вони плідно співпрацювали
У 38 році за дорученням Марка Віпсанія Агріппи, що готувався до війни з Секстом Помпеєм, розпочав будівництво тунелів у Кампанії, які повинні були забезпечити вільний прохід військ до узбережжя. Зрештою Авкт протягом 38-36 років спорудив три тунелі, що стали найдовшими в античний період: натепер відомі як Гротта ді Коччейо (тунель Кокцея) — 970 метрів (від Авернського озера до міста Куми), Гротта ді Сейа (тунель Сеяна) — 770 метрів (з'єднує околиці Неаполя через саме місто, прокладено крізь гору Посілліпон) і Крипта Неаполітано (Неаполітанський тунель) — 711 метрів (від Неаполя до Путтеол).
Слідом за цим керував спорудження Пантеону у Римі, що було завершено у 27 році о н. е. За кошти Луція Кальпурнія у 20 році до н. е. звів на капітолії Путтеол храм Августа. Подальша доля невідома